# Colangiocarcinoma
Il colangiocarcinoma è una neoplasia maligna dell'albero biliare che origina dai dotti biliari interni ed esterni al fegato. Morfologicamente si tratta di un adenocarcinoma (cancro ghiandolare) relativamente raro, con un'incidenza annuale di 1-2 casi per 100 000 registrati nel mondo occidentale, ma i tassi di colangiocarcinoma sono in aumento in tutto il mondo nel corso degli ultimi decenni.
Segni e sintomi principali del colangiocarcinoma comprendono l'alterazione dei test di funzionalità epatica, dolore addominale, ittero, perdita di peso e prurito a volte generalizzato, febbre, anomalie del colore delle feci o delle urine. La malattia è diagnosticata attraverso una combinazione di analisi del sangue, tecniche di imaging, endoscopia ed esplorazione chirurgica. Essa si manifesta spesso in fase avanzata e ciò può limitare le opzioni di trattamento.
Il colangiocarcinoma è considerato una malattia inguaribile e rapidamente letale. Non esiste un trattamento potenzialmente curativo, tranne la chirurgia, ma la maggior parte dei pazienti presenta una malattia avanzata e inoperabile al momento della diagnosi. I pazienti con colangiocarcinoma sono generalmente gestiti, anche se non curati, con chemioterapia o radioterapia, nonché con le cure palliative. Queste metodiche sono utilizzate anche come terapia adiuvante post-chirurgica nei casi in cui la resezione abbia avuto successo. Alcune ricerche mediche attualmente in corso includono l'uso di nuove terapie mirate, come il farmaco Erlotinib o la terapia fotodinamica.

## Morfologia

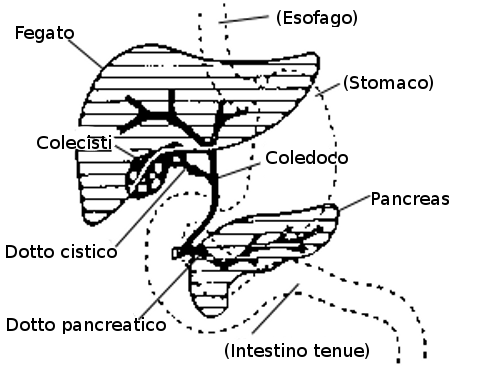
Posizione dei dotti biliari.

I colangiocarcinomi intraepatici originano nel fegato non cirrotico e possono seguire gli spazi portali intraepatici creando una massa tumorale arboriforme, oppure possono sviluppare masse tumorali noduliformi. In ogni caso la caratteristica principale è l'invasione linfatica e vascolare, che dà luogo a estesa metastatizzazione intraepatica. Istologicamente si osservano adenocarcinomi sclerosanti moderatamente o ben differenziati, con strutture ghiandolari e tubulari ben definite e rivestite da cellule epiteliali piatte o cuboidali; come risultato il tumore è estremamente solido e granuloso. I colangiocarcinomi sono raramente screziati di bile in quanto le cellule dell'epitelio differenziato dei dotti biliari non sono in grado di sintetizzare la bile. Si possono osservare varianti in cui sono presenti sia elementi del carcinoma epatocellulare sia del colangiocarcinoma. In circa la metà dei casi si osservano metastasi ai linfonodi regionali e metastasi ematogene a polmoni, ossa (soprattutto vertebre), surreni e cervello.

## Segni e sintomi

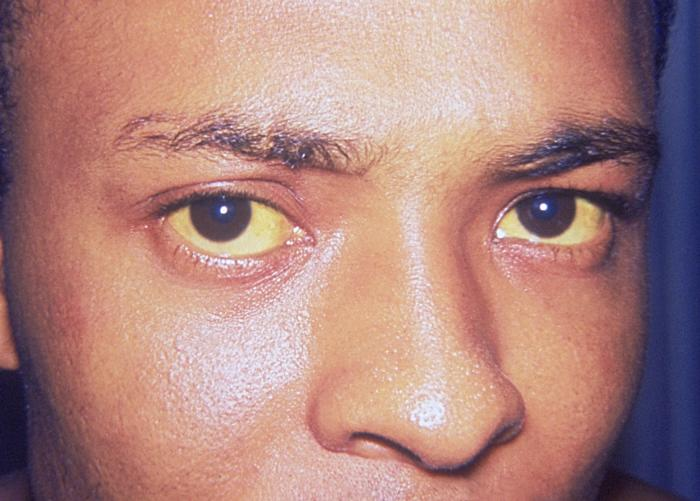
Ittero

Le indicazioni fisiche più comuni del colangiocarcinoma sono test anormali di funzionalità epatica, l'ittero (colorazione gialla delle sclere oculari e della cute) che si verifica solo quando i dotti biliari sono bloccati dal tumore, il dolore addominale (30% - 50% dei casi), prurito generalizzato (66%), perdita di peso (30% -50%), febbre (fino al 20%), o cambiamenti nelle feci o nel colore delle urine. In una certa misura, i sintomi dipendono dalla localizzazione del tumore. Pazienti con colangiocarcinoma nei dotti biliari extraepatici (al di fuori del fegato) hanno più probabilità di presentare ittero, mentre quelli con tumori delle vie biliari all'interno del fegato hanno spesso dolore senza ittero.
Gli esami del sangue della funzione epatica in pazienti con colangiocarcinoma rivelano spesso un cosiddetto "quadro ostruttivo", con elevati livelli di bilirubina, fosfatasi alcalina e livelli elevati di gammaglutammiltransferasi mentre i livelli di transaminasi appaiono relativamente normali. Risultati di laboratorio suggeriscono che tale ostruzione dei dotti biliari sia la causa primaria dell'ittero. I valori di CA 19-9 sono elevati nella maggior parte dei casi.

## Fattori di rischio

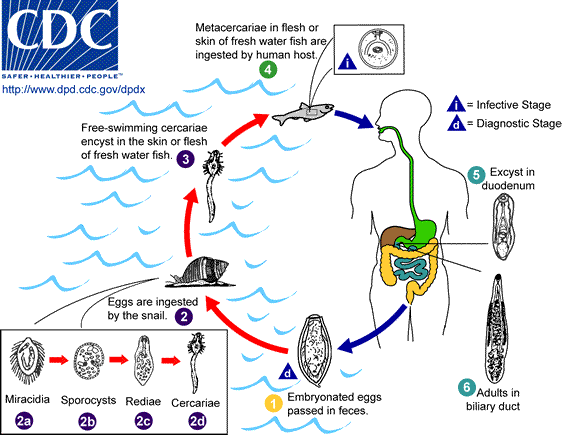
Ciclo di vita del Clonorchis sinensis, un parassita del fegato associato al colangiocarcinoma

Sebbene la maggior parte dei pazienti si presenti senza evidenti fattori di rischio noti, una serie di essi sono stati descritti per lo sviluppo del colangiocarcinoma. Il più comune di questi è la colangite sclerosante primitiva (PSC), una malattia infiammatoria dei dotti biliari, che a sua volta è strettamente associata alla colite ulcerosa. Gli studi epidemiologici hanno suggerito che il rischio di sviluppare colangiocarcinoma per una persona con PSC è del 10% -15%, anche se una serie di esami autoptici hanno trovato tassi analoghi al 30% in questa popolazione. Il meccanismo con cui la PSC aumenta il rischio di colangiocarcinoma non è ancora ben compreso.
Altri fattori di rischio noti per colangiocarcinoma comprendono alcune malformazioni congenite del fegato, l'infezione da parassiti del fegato Opisthorchis viverrini o Clonorchis sinensis e l'esposizione al torotrasto (biossido di torio), una sostanza chimica precedentemente utilizzate in medicina come mezzo di contrasto. Tuttavia, la maggior parte dei pazienti con colangiocarcinoma non presenta fattori di rischio specifici.
Alcune malattie parassitarie del fegato possono essere considerate fattori di rischio. La colonizzazione del fegato da Opisthorchis viverrini (che si trovano in Thailandia, Laos e Malaysia) o da Clonorchis sinensis (che si trovano in Giappone, Corea e Vietnam) è stata associata con lo sviluppo del colangiocarcinoma. I pazienti affetti da malattie epatiche croniche, sia sotto forma di epatiti virali (per esempio l'epatite B o C), l'epatopatia alcolica, la cirrosi o da altre cause, presentano un aumentato del rischio di sviluppare il colangiocarcinoma. L'infezione da HIV è stata anche identificata come un potenziale fattore di rischio per lo sviluppo del tumore, anche se non è chiaro se la causa sia l'HIV stesso o i fattori correlati.
Anomalie epatiche congenite, come la sindrome di Caroli e cisti del coledoco, sono state associate a un rischio del 15% di sviluppare il colangiocarcinoma. Anche rare malattie ereditarie, come la sindrome di Lynch, sono associate alla malattia. La presenza di calcoli biliari (colelitiasi) non è chiaramente associato con il colangiocarcinoma. Tuttavia, i calcoli intraepatici, rari in Occidente ma comuni in alcune parti dell'Asia, sono stati fortemente correlati. L'esposizione al torotrasto, una forma di diossido di torio, una volta utilizzato come un mezzo di contrasto radiologico, è stato collegato allo sviluppo del colangiocarcinoma, anche dopo 30-40 anni dall'esposizione. Il torotrasto è stato vietato negli Stati Uniti nel 1950, proprio a causa della sua cancerogenicità.
Uno studio del 2019 ha avviato il filone di ricerca legato all'esposizione all'amianto quale fattore di rischio.

## Fisiopatologia
Il colangiocarcinoma può colpire qualsiasi area dei dotti biliari, all'interno o al di fuori del fegato. I tumori che si localizzano nei dotti biliari all'interno del fegato sono indicati come intraepatici, quelli che si localizzano nei condotti al di fuori sono invece chiamati extraepatici e, infine, i tumori che si localizzano nel sito in cui i dotti biliari escono del fegato sono indicati come peri-ilari. Il colangiocarcinoma che si localizza a livello della giunzione in cui i dotti epatici destro e sinistro si incontrano per formare il dotto biliare comune può essere denominato come tumore di Klatskin.
Anche se il colangiocarcinoma è conosciuto per essere un adenocarcinoma delle cellule epiteliali che rivestono le vie biliari, la cellula reale di origine è sconosciuta, anche se studi recenti hanno suggerito che potrebbe derivare da una cellula staminale pluripotente epatica. Il colangiocarcinoma si sviluppa attraverso una serie di fasi, dalla iperplasia precoce e metaplasia, attraverso la displasia, allo sviluppo di carcinoma, in un processo simile a quello visto nello sviluppo del cancro del colon. Si ritiene che l'infiammazione cronica, l'ostruzione dei dotti biliari e il conseguente flusso biliare compromesso, possa svolgere un ruolo in questa progressione.
Istologicamente, i colangiocarcinomi possono variare da indifferenziato a ben differenziato. Essi sono spesso circondati da una tessuto fibrotico o desmoplastico. In presenza di fibrosi estesa, può essere difficile distinguere il colangiocarcinoma dall'epitelio normale. Non c'è colorante specifico immunoistochimico in grado di distinguere le neoplasie maligne da quelle benigne delle vie biliari, anche se la colorazione per citocheratine, antigene carcino-embrionale, può aiutare nella diagnosi. La maggior parte dei tumori (> 90%) sono adenocarcinomi.

## Diagnosi
La diagnosi definitiva di colangiocarcinoma si ha con l'esame del tessuto, cioè tramite biopsia. La patologia può essere sospettata in un paziente con ittero ostruttivo. La diagnosi può essere impegnativa nei pazienti con colangite sclerosante primitiva (PSC), questi pazienti sono infatti ad alto rischio di sviluppare colangiocarcinoma, ma i sintomi possono essere difficili da distinguere da quelle di PSC. Inoltre, nei pazienti con PSC, indizi diagnostici come una massa visibile grazie alle tecniche di imaging o la dilatazione dei dotti biliari, possono non essere evidenti.

### Esami del sangue

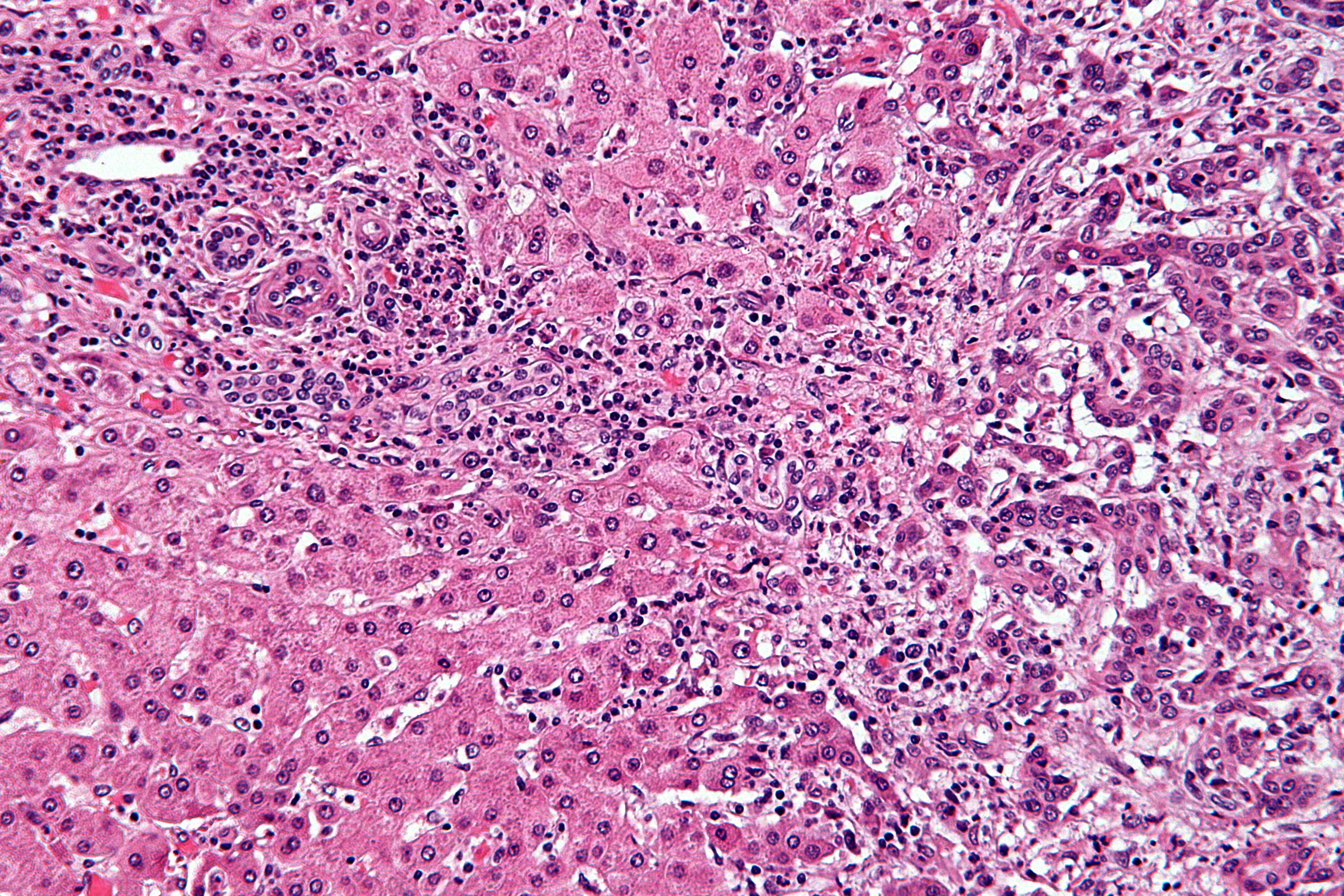
Micrografia di un colangiocarcinoma intraepatico.

Non ci sono esami del sangue specifici in grado di diagnosticare il colangiocarcinoma. I livelli sierici di antigene carcinoembrionario (CEA) e CA19-9 sono spesso elevati negli ammalati ma non sono sufficientemente sensibili o specifici per essere utilizzati come strumento di screening generale. Tuttavia, essi possono essere utili in congiunzione con i metodi di imaging, nel sostenere una diagnosi di sospetta colangiocarcinoma.

### Imaging addominale

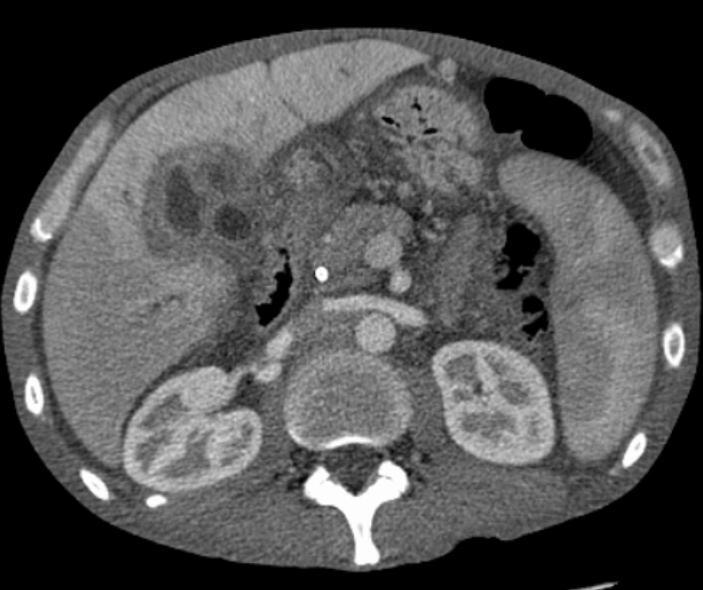
TAC che mostra un colangiocarcinoma.

L'ecografia del fegato e delle vie biliari è spesso usata come modalità di imaging iniziale nei pazienti con ittero ostruttivo sospetto. Gli ultrasuoni sono in grado di identificare l'ostruzione e la dilatazione duttale e, in alcuni casi, possono essere sufficienti per diagnosticare il colangiocarcinoma. La tomografia computerizzata (TC) può anche svolgere un ruolo importante nella diagnosi del colangiocarcinoma.

### Imaging dell'albero biliare

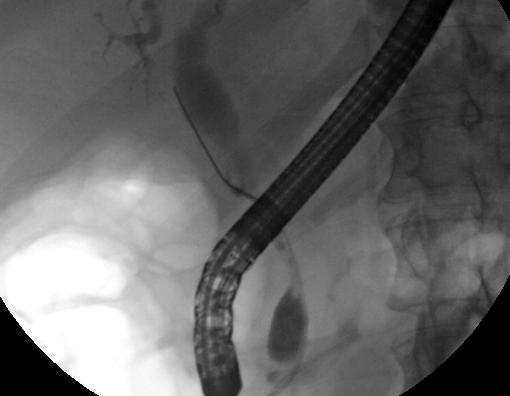
Immagine ERCP di un colangiocarcinoma. Essa mostra la stenosi del dotto biliare comune e la dilatazione del dotto biliare comune prossimale.

Mentre l'imaging addominale può essere utile nella diagnosi del colangiocarcinoma, l'imaging diretto dei dotti biliari è spesso necessario. La colangiopancreatografia retrograda endoscopica (ERCP), è una procedura endoscopica eseguita da un gastroenterologo o da un chirurgo specializzato, è ampiamente utilizzata per questo scopo. Anche se l'ERCP è una procedura invasiva, con i rischi che ne conseguono, i suoi vantaggi includono la possibilità di ottenere biopsie e di collocare stent o eseguire altri interventi per alleviare l'ostruzione delle vie biliari. L'ecografia endoscopica può essere eseguita anche al momento della ERCP e può aumentare l'accuratezza della biopsia. In alternativa alla ERCP, la colangiografia percutanea (PTC) può essere utilizzata. La colangiopancreatografia a risonanza magnetica (CPRM) è un'alternativa non invasiva alla ERCP. Alcuni autori hanno suggerito che essa dovrebbe soppiantare l'ERCP nella diagnosi dei tumori delle vie biliari, in quanto può definire più accuratamente il tumore evitando i rischi della ERCP.

### Chirurgia

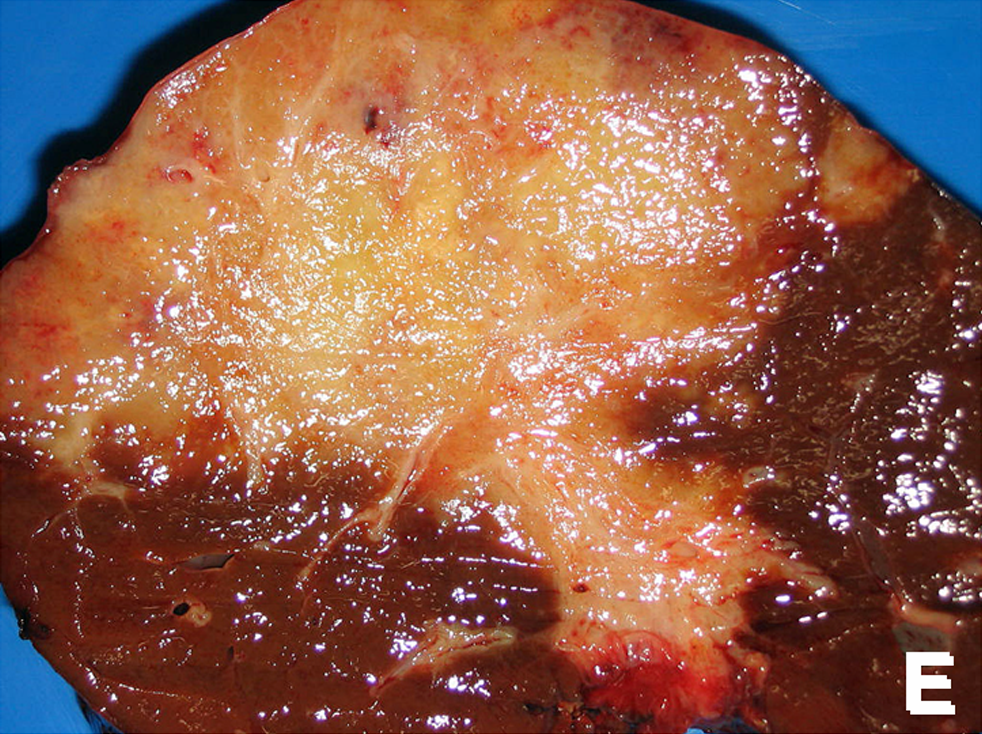
Fotografia di colangiocarcinoma nel fegato umano.

La chirurgia rappresenta l'unico trattamento con intento curativo per il colangiocarcinoma: l'intervento chirurgico consiste nell'asportazione della lesione stessa, preservando un'adeguata quantità di fegato funzionante con un'adeguata vascolarizzazione, e nell'asportazione dei linfonodi del peduncolo epatico. La laparoscopia può essere utilizzata, in alcuni pazienti, evitando procedure chirurgiche più invasive, come la laparotomia. Nella maggioranza dei pazienti con malattia tecnicamente asportabile chirurgicamente, la chirurgia rappresenta l'opzione di prima scelta; in alcuni casi, anche pazienti potenzialmente operabili ma che presentano fattori prognostici sfavorevoli (interessamento linfonodale, interessamento vascolare) vengono inviati a un programma di chemioterapia primaria.

### Patologia
Istologicamente, i colangiocarcinomi sono differenziati da bene a moderatamente. L'immunoistochimica è utile nella diagnosi e può essere utilizzata per differenziare un tumore primario da metastasi provenienti da altri tumori gastrointestinali.

## Stadiazione
Una parte importante della valutazione diagnostica è la stadiazione, ossia il determinare le strutture e gli organi interessati dal tumore. Determinare lo stadio aiuta a definire la prognosi e a selezionare le terapie. Il sistema più comune è il sistema a quattro stadi TNM (abbreviazione da Tumore/LinfoNodi/Metastasi), che prevede di considerare le dimensioni del tumore, il numero di linfonodi coinvolti e la presenza di metastasi.
La distinzione più importante operata da qualsiasi sistema di stadiazione è se il tumore sia o meno confinato nei dotti biliari. Diversi esami sono disponibili per evidenziare una valutazione in questo senso, e includono soprattutto tecniche di imaging biomedico.
I risultati possono poi essere classificati grazie alla stadiazione TNM:
| Stadio | Descrizione |
| ------ | --- |
| Tx     | tumore primitivo non definibile |
| T0     | non evidenza di tumore primintivo |
| Tis    | tumore in situ |
| T1     | tumore limitato istologicamente alla parete del dotto biliare |
| T2     | tumore esteso oltre la parete del dotto biliare |
| T3     | tumore che invade fegato, colecisti, pancreas e/o un singolo ramo della vena porta |
| T4     | tumore che invade una delle seguenti strutture: tronco portale principale o i suoi rami bilateralmente, arteria epatica comune o altri organi adiacenti quali colon, stomaco, duodeno o parete addominale |
|        | |
| Nx     | linfonodi regionali non definibili |
| N0     | assenza di metastasi nei linfonodi regionali |
| N1     | presenza di metastasi nei linfonodi regionali (almeno tre) |
|        | |
| Mx     | metastasi a distanza non definibili |
| M0     | assenza di metastasi a distanza |
| M1     | presenza di metastasi a distanza |

Gli stadi risultanti possibili sono:
| Stadio     | Classificazione              |
| ---------- | ---------------------------- |
| Stadio 0:  | Tis N0 M0                    |
| Stadio 1A: | T1 N0 M0                     |
| Stadio 1B: | T2 N0 M0                     |
| Stadio 2A: | T3 N0 M0                     |
| Stadio 2B: | T1, T2, T3 N1 M0             |
| Stadio 3:  | T4 N(qualunque) M0           |
| Stadio 4:  | T(qualunque) N(qualunque) M1 |

## Trattamento
Il colangiocarcinoma è considerato una malattia inguaribile e rapidamente letale, a meno che tutto il tessuto tumorale non possa essere completamente asportato (ovvero, tagliato chirurgicamente). Dal momento che l'operabilità del tumore può essere valutata solo durante l'intervento chirurgico, nella maggior parte dei casi, i pazienti vengono sottoposti a chirurgia esplorativa, a meno che non vi sia già una chiara indicazione di inoperabilità.
La terapia adiuvante, seguita da trapianto di fegato, può avere un ruolo importante nel trattamento di alcuni casi non operabili.

### La chemioterapia adiuvante e radioterapia
Se il tumore può essere rimosso chirurgicamente, i pazienti possono ricevere la chemioterapia o radioterapia adiuvante dopo l'intervento per migliorare le possibilità di guarigione. Se i margini del tessuto sono negativi (cioè il tumore è stato completamente asportato), la terapia adiuvante è di incerto beneficio. Dagli studi effettuati sono stati prodotti risultati sia positivi e negativi con la radioterapia adiuvante. La chemioterapia adiuvante sembra essere inefficace nei pazienti con tumore completamente asportato. Il ruolo della chemio-radioterapia combinata in questo contesto non è chiaro. Tuttavia, se i margini del tessuto tumorale sono positivi, indicando che il tumore non è stato completamente rimosso tramite intervento chirurgico, la terapia adiuvante con radioterapia e chemioterapia è generalmente raccomandata sulla base dei dati disponibili.

### Il trattamento di malattia in fase avanzata
La maggior parte dei casi di colangiocarcinoma si presenta come non operabile. In questo caso i pazienti vengono generalmente trattati con chemioterapia palliativa, con o senza radioterapia. La chemioterapia si è dimostrata, in uno studio randomizzato controllato, come utile per migliorare la qualità della vita e per prolungare la sopravvivenza nei pazienti con colangiocarcinoma inoperabile. Non esiste un singolo regime chemioterapico universalmente utilizzato e l'inserimento negli studi clinici è spesso consigliabile, quando possibile. Gli agenti chemioterapici più usati per il trattamento del colangiocarcinoma includono Fluorouracile con leucovorin, gemcitabina come agente singolo, o gemcitabina più cisplatino, irinotecano o capecitabina. Un piccolo studio pilota ha suggerito un beneficio possibile dalla somministrazione di Erlotinib, un inibitore dei recettori tirosin chinasici, nei pazienti con colangiocarcinoma avanzato.
La terapia fotodinamica, un approccio sperimentale in cui i pazienti vengono trattati con una luce di sensibilizzazione all'insulina per via endoscopica direttamente sul tumore, ha mostrato risultati promettenti rispetto alla terapia di supporto in due studi. Tuttavia, il suo esatto ruolo nella gestione del colangiocarcinoma, non è al momento ancora chiaro. La terapia fotodinamica ha però dimostrato di poter migliorare la sopravvivenza e la qualità della vita dei pazienti.

## Prognosi
La resezione chirurgica offre l'unica possibilità potenziale di guarigione dal colangiocarcinoma. Per i casi non resicabili, a 5 anni il tasso di sopravvivenza è pari allo 0% quando la malattia è inoperabile poiché i linfonodi distali mostrano metastasi, e meno del 5% in generale. La durata complessiva media di sopravvivenza è inferiore ai 6 mesi nei pazienti inoperabili e non trattabili.
Per i casi in cui si può tentare l'approccio chirurgico, le probabilità di guarigione variano a seconda della localizzazione del tumore e se esso può essere completamente o solo parzialmente rimosso. Colangiocarcinomi distali (quelli derivanti dal dotto biliare comune) sono in genere trattati chirurgicamente con una duodenocefalopancresectomia; a lungo termine i tassi di sopravvivenza vanno dal 15% al 25%, anche se uno studio ha riportato una sopravvivenza a cinque anni del 54% per i pazienti che non presentavano coinvolgimento dei linfonodi. Colangiocarcinomi intraepatici (quelle derivanti da i dotti biliari all'interno del fegato) sono di solito trattati con epatectomia parziale. Vari studi hanno riportato stime di sopravvivenza dopo l'intervento che vanno dal 22% al 66%. Il risultato può dipendere dal coinvolgimento dei linfonodi e della completezza della resezione chirurgica. I colangiocarcinomi peri-ilari (quelli che si verificano vicino a dove i dotti biliari escono dal fegato) sono i meno operabili. Quando l'intervento è possibile, essi vengono generalmente trattati con un approccio aggressivo, che spesso comprende la rimozione della colecisti e parte del fegato. Nei pazienti con tumore operabile peri-ilare, i tassi di sopravvivenza a 5 anni sono tra il 20% e il 50%.
La prognosi può essere peggiore per i pazienti con colangite sclerosante primitiva che sviluppano colangiocarcinoma, probabilmente perché il cancro non viene rilevato fino a quando non è in uno stadio avanzato. Alcune evidenze suggeriscono che i risultati possono essere migliori con approcci chirurgici più aggressivi e con la terapia adiuvante.

## Epidemiologia
| Nazione            | IE (uomini/donne) | EE (uomini/donne) |
| ------------------ | ----------------- | ----------------- |
| U.S.A.             | 0.60 / 0.43       | 0.70 / 0.87       |
| Giappone           | 0.23 / 0.10       | 5.87 / 5.20       |
| Australia          | 0.70 / 0.53       | 0.90 / 1.23       |
| Inghilterra/Galles | 0.83 / 0.63       | 0.43 / 0.60       |
| Scozia             | 1.17 / 1.00       | 0.60 / 0.73       |
| Francia            | 0.27 / 0.20       | 1.20 / 1.37       |
| Italia             | 0.13 / 0.13       | 2.10 / 2.60       |

Il colangiocarcinoma è un adenocarcinoma del tratto biliare insieme al tumore al pancreas (che si verifica circa 20 volte più frequentemente), al tumore della colecisti (che si verifica due volte più spesso) e al cancro dell'ampolla del Vater. Trattamenti e sperimentazioni cliniche per il cancro al pancreas, essendo di gran lungo più diffuso, sono spesso presi come punto di partenza per la gestione del colangiocarcinoma. Anche se i trattamenti chemioterapici possono portare il cancro al pancreas in remissione permanente, non vi sono esempi in letteratura di sopravvivenza a lungo termine, grazie alla terapia farmacologica e radioterapica, su pazienti con colangiocarcinoma inoperabile.
Il colangiocarcinoma è una forma relativamente rara di cancro. Ogni anno, da circa 2 000 a 3 000 nuovi casi vengono diagnosticati negli Stati Uniti, che si traduce in un'incidenza annuale di 1-2 casi ogni 100 000 persone. Gli esami autoptici hanno riportato una prevalenza che va dallo 0,01% al 0,46%. Vi è una maggiore prevalenza di colangiocarcinoma in Asia, che è stato attribuito a una endemica infestazione parassitaria cronica. L'incidenza di colangiocarcinoma aumenta con l'età, inoltre la malattia è leggermente più comune negli uomini che nelle donne (forse a causa del più alto tasso di colangite sclerosante primitiva, un fattore di rischio importante, negli uomini). Secondo alcuni studi autoptici, la prevalenza di colangiocarcinoma in pazienti con colangite sclerosante primaria potrebbe raggiungere il 30%.
Molteplici studi hanno documentato un costante aumento di incidenza di colangiocarcinoma intraepatico nel corso degli ultimi decenni. Incrementi sono stati rilevati in Nord America, Europa, Asia e Australia. Le ragioni della presenza crescente di questo tipo di tumore non sono chiare. Una spiegazione potrebbe essere quella relativa al notevole miglioramento delle tecniche diagnostiche.